# Белгем (станція)
51°26′36″ пн. ш. 0°09′11″ зх. д. / 51.443418° пн. ш. 0.153179° зх. д.
Белгем (англ. Balham) — пересадна станція Північної лінії Лондонського метрополітену та лінії Southern National Rail розташована у районі Клепгем у 3-й тарифній зоні. В 2018 році пасажирообіг метростанції — 13.06 млн осіб, для National Rail — 8.140 млн осіб
Метростанція — «лондонського типу», станція National Rail — наземна відкрита з двома вікритими наземними острівними платформами.

## Історія
- 1 грудня 1856: відкриття залізничної станції у складі West End of London and Crystal Palace Railway, як Белгем-гілл[6].
- 1863: відкриття сьогоденної залізничної станції та перейменування на Белгем.
- 6 грудня 1926: відкриття метростанції у складі City & South London Railway
- 9 березня 1927: перейменування залізничної станції на Белгем-енд-Аппер-Тутінг[6].
- 6 жовтня 1969: повернення назви Белгем[6].

## Послуги
| Попередня станція | Лінія | Лінія                           | Лінія | Наступна станція           |
| ----------------- | ----- | ------------------------------- | ----- | -------------------------- |
| Вандзверт-коммон  |       | National Rai Southern           |       | Стретем-гілл               |
| Вандзверт-коммон  |       | National Rai Southern           |       | Стретем-коммон або кінцева |
| Вандзверт-коммон  |       | National Rai Southern           |       | Мічам-Істфілдз             |
| Клепгем-Саут      |       | Лондонське метро Північна лінія |       | Тутінг-Бек                 |